# Spugna (tessile)

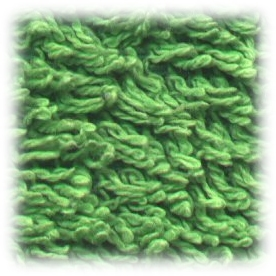
Tessuto a spugna dopo diversi lavaggi

Il tessuto a spugna è così chiamato per la capacità di assorbire grandi quantità di acqua.

## Caratteristiche

Schema di formazione del riccio: semplice e doppio

Si fabbrica utilizzando due orditi e una trama: il primo ordito detto di fondo costituisce l'ossatura del tessuto, il secondo chiamato di effetto o di riccio forma la superficie ad anelli. L'ordito di fondo viene lavorato ad una tensione maggiore di quella di riccio, che accoppiato all'uso di filati (generalmente di cotone) a torsione soffice conferisce al tessuto la capacità di trattenere molta acqua.
Il tessuto può essere di tipo semplice o doppio a seconda se i ricci sono presenti su una sola faccia o su entrambe le facce del tessuto. Il più utilizzato è quello di tipo doppio per la maggior capacità di assorbire acqua.
Il tessuto a spugna è normalmente utilizzato per confezionare biancheria da bagno come asciugamani e accappatoi; abbigliamento infantile e sportivo, strofinacci per la pulizia.
Nel caso degli strofinacci per la pulizia il filato utilizzato è normalmente in microfibra.